# Bernard Grun
Bernard Grun (německy Bernhard Grün, 11. února 1901, Stařeč – 28. prosince 1972, Londýn) byl německý skladatel, dirigent a autor. Je primárně připomínán jako tvůrce sborníku The Timetables of History.

## Biografie

### Mládí
Grün se narodil 11. února 1901 ve Starči na Moravě v Rakousku-Uhersku. Vystudoval filozofii a práva ve Vídni a v Praze, poté studoval hudební teorii na vídeňské Národní hudební akademii u Albana Berga, Hanse Gála, Felixe von Weingartnera a Egona Wellesze.

### Kariéra
Grün skládal komorní hudbu a písně, působil jako dirigent v Karlsruhe a Mannheimu a poté nastoupil do vídeňského Komediálního domu (Komödienhaus). Napsal také scénář k filmu Die Erlebnisse der berühmten Tänzerin Fanny Elssler z roku 1920.
Jeho prvním významným dílem byla opera Böhmische Musikanten z roku 1929, ta byla uvedena ve Vídni v roce 1930, v roce 1932 složil hudbu k filmu Ein Auto und kein Geld. Před tím, než byl Grün nucen opustit Rakousko před jeho sjednocením s nacistickým Německem, dokončil Marlene's Wedding a Gaby. V roce 1935 se přestěhoval do Velké Británie a své jméno si změnil na "Bernard Grun". Poté se podílel na hudbě k muzikálu Magyar Melody z roku 1938. Ten se 27. března 1939 stal prvním muzikálem vysílaným přímo z divadla a uváděným v televizi (BBC TV).
V roce 1946 vydal sborník The Timetables of History, převzatý z Kulturfahrplanu Wernera Steina, v němž v tabulkové formě představil dějiny lidstva od roku 5000 př. n. l. Každé století, pak desetiletí a následně rok jsou představeny s jejich hlavními událostmi (pokud jsou známy) rozdělenými do sedmi podsekcí:
- Vlivní vůdci a politické události
- Literatura a divadlo
- Náboženství, filozofie, učení
- Výtvarné umění
- Hudba
- Vědecké a technologické vynálezy
- Každodenní život, inovace, trendy.

Je průběžně vydáván, naposledy byl aktualizován v roce 2005.
V poválečném období Grun pokračoval v psaní filmové hudby k filmům jako White Cradle Inn (1947), Balalaika, The Blind Goddess a Brass Monkey (všechny z roku 1948).
V roce 1952 vyšla píseň "Broken Wings", na které se Grun podílel. Grun byl uveden jako skladatel spolu s Johnem Jeromem, což byl společný pseudonym Harolda Cornelia Fieldse, Howarda Ellingtona Barnese a Josepha Dominica Roncoroniho. Píseň se v únoru 1953 dostala do britské singlové hitparády v nahrávce britské vokální skupiny The Stargazers. Ve stejném měsíci se do britské hitparády dostaly i další dvě nahrávky této písně: americká nahrávka Arta a Dotty Toddových (která dosáhla na 6. místo) a britského zpěváka Dickieho Valentina (která se dostala na 12. místo). Nahrávka skupiny Stargazers se v dubnu 1953 vyšplhala na první místo. Píseň se také v únoru 1953 dostala na první místo britského žebříčku prodejnosti not, kde se udržela šest týdnů.
Během svého života působil jako hudební ředitel divadel v Praze, Vídni, Berlíně a Londýně, včetně His Majesty's Theatre. Kromě vlastní tvorby se podílel také na úpravách různých hudebních děl, například Bizetovy Carmen, Lehárova Hraběte Luxemburga, Millöckerovy Hraběnky Dubarry a Benatzkého U bílého koníčka.

### Osobní život a smrt
Grun se oženil s britskou módní návrhářkou Edith Hartovou. Zemřel na infarkt 28. prosince 1972 v Londýně ve věku 71 let.

## Dílo

### Knihy
Grun je autorem knih:
- The Timetables of History (1946)
- Private Lives of the Great Composers, Conductors, and Musical Artistes of the World (1954)
- Prince of Vienna: The Life, the Times, and the Melodies of Oscar Straus (1955)
- The Golden Quill (1956)
- Fanny Beloved (1959)
- Die Leichte Muse: Kulturgeschichte der Operette (1961)
- Aller Spass dieser Welt (1965)
- Gold und Silber: Franz Lehár und Seine Welt (1970)
- Alban Berg: Letters to His Wife (1971, editor a překladatel)
- Bernard Grun's Beste Musiker Anekdoten (1974)
- Mit Takt und Taktstock: Musikeranekdoten (1979)

### Hudba
Grun složil hudbu pro více než 30 muzikálů, včetně:
- Böhmische Musikanten (1929)
- Musik um Susi (1932)
- Marlenes Brautfahrt (1933)
- Die Tänzerin Fanny Elßler (1934)
- Gaby (1936)
- Balalaika (1936 muzikál, s Georgem Posfordem)[1]
- Madame Sans-Gêne (1937)
- Old Chelsea (1943, částečně)[1]
- Summer Song (1956 úprava Dvořák)

### Filmografie
Grunovo dílo se objevilo ve více než 60 filmech, zejména ve 30. a 40. letech včetně:
- Die Erlebnisse der Berühmten Tänzerin Fanny Elßler (1920, spisovatel)
- An Auto and No Money (1932, skladatel)
- Balalaika (1939 & 1948, skladatel)
- Magyar Melody (1939, skladatel)
- White Cradle Inn (1947, vydané jako High Fury v USA; skladatel, aranžér a dirigent)
- Brass Monkey (1948, skladatel)
- The Blind Goddess (1948, skladatel)